# Osateron
Osateron ist ein synthetisches Antiandrogen, das chemisch mit Chlormadinon verwandt ist. Es findet in der Tiermedizin als Ester der Essigsäure (Osateronacetat, Handelsname Ypozane) zur Behandlung der gutartigen Prostatavergrößerung des Hundes Einsatz. Es hemmt die Testosteronaufnahme in die Prostatazellen, während der Serumspiegel des Testosterons praktisch unbeeinflusst ist. 
Der Wirkstoff wird nach oraler Aufnahme gut resorbiert. Die Plasmaproteinbindung beträgt beim Hund 87–92 %. Osateron wird in der Leber metabolisiert und über Galle, Kot und Urin ausgeschieden. Die Eliminationshalbwertszeit beträgt etwa 80 Stunden.
Osateron ist gut verträglich. Als Nebenwirkungen können Appetitssteigerung und Wesensveränderungen auftreten. Da der Wirkstoff auch eine, wenn auch geringe Affinität zu den Glukokortikoid-Rezeptoren hat, kann es zu einem leichten Abfall der Kortisolkonzentration im Serum kommen, die sich jedoch nicht klinisch äußert. Die Gabe des Wirkstoffs sollte daher bei Nebennierenunterfunktion nur unter strenger Indikationsstellung erfolgen und kann die Ergebnisse eines ACTH-Stimulationstests beeinflussen.